# Kaposi-Sarkom
Das Kaposi-Sarkom ([ˈkɒpoʃi]), früher auch Melanosarkom (der Haut) genannt, ist eine seltene, vor allem bei Menschen mit geschwächtem Immunsystem (Immunsuppression), u. a. bei AIDS auftretende Krebserkrankung, die durch das Humane Herpesvirus Typ 8 (HHV-8) ausgelöst wird.
Die Krankheit äußert sich durch das Auftreten von braun-bläulichen Tumorknoten vor allem im Bereich der Haut, von Schleimhäuten und im Darm. Bei der mit AIDS assoziierten Form treten zahlreiche braun-bläuliche Flecken meist auch auf der Haut von Beinen und Armen auf.

## Geschichte
Das Kaposi-Sarkom ist nach dem österreichischen Hautarzt ungarischer Herkunft Moriz Kaposi (1837–1902) benannt, der es erstmals 1872 in Wien bei fünf Männern mediterraner Herkunft als Idiopathisches multiples Pigmentsarkom der Haut beschrieben hat.
Bei der erstmaligen Beschreibung von AIDS bei homosexuellen Männern aus Kalifornien im Jahr 1981 war das Kaposi-Sarkom eine der AIDS-definierenden Konditionen.

## Verbreitung
Das Humane Herpesvirus 8 ist sexuell übertragbar, aber vermutlich auch vertikal von der Mutter auf das Kind und horizontal über Speichel unter Geschwistern.
Ein Kaposi-Sarkom bildet sich in der Regel aber erst unter Immunschwäche aus, wie bei AIDS oder bei einer immunsuppressiven Therapie, aber auch im Alter und bei anderen schweren Grunderkrankungen. Männer sind häufiger betroffen als Frauen. Bei starker Immunsuppression kommt es oft zu einem disseminierten, multifokalen Auftreten, ansonsten sind eher einzelne Manifestationen zu beobachten.
Nach Transplantationen besteht ebenfalls ein erhöhtes Erkrankungsrisiko auf Grund des durch die Immunsuppressiva geschwächten Immunsystems. Die Erkrankung greift hier oft direkt die inneren Organe an und zeigt keine Symptome der Haut.

## Symptomatik

Kaposi-Sarkom bei einer AIDS-Patientin

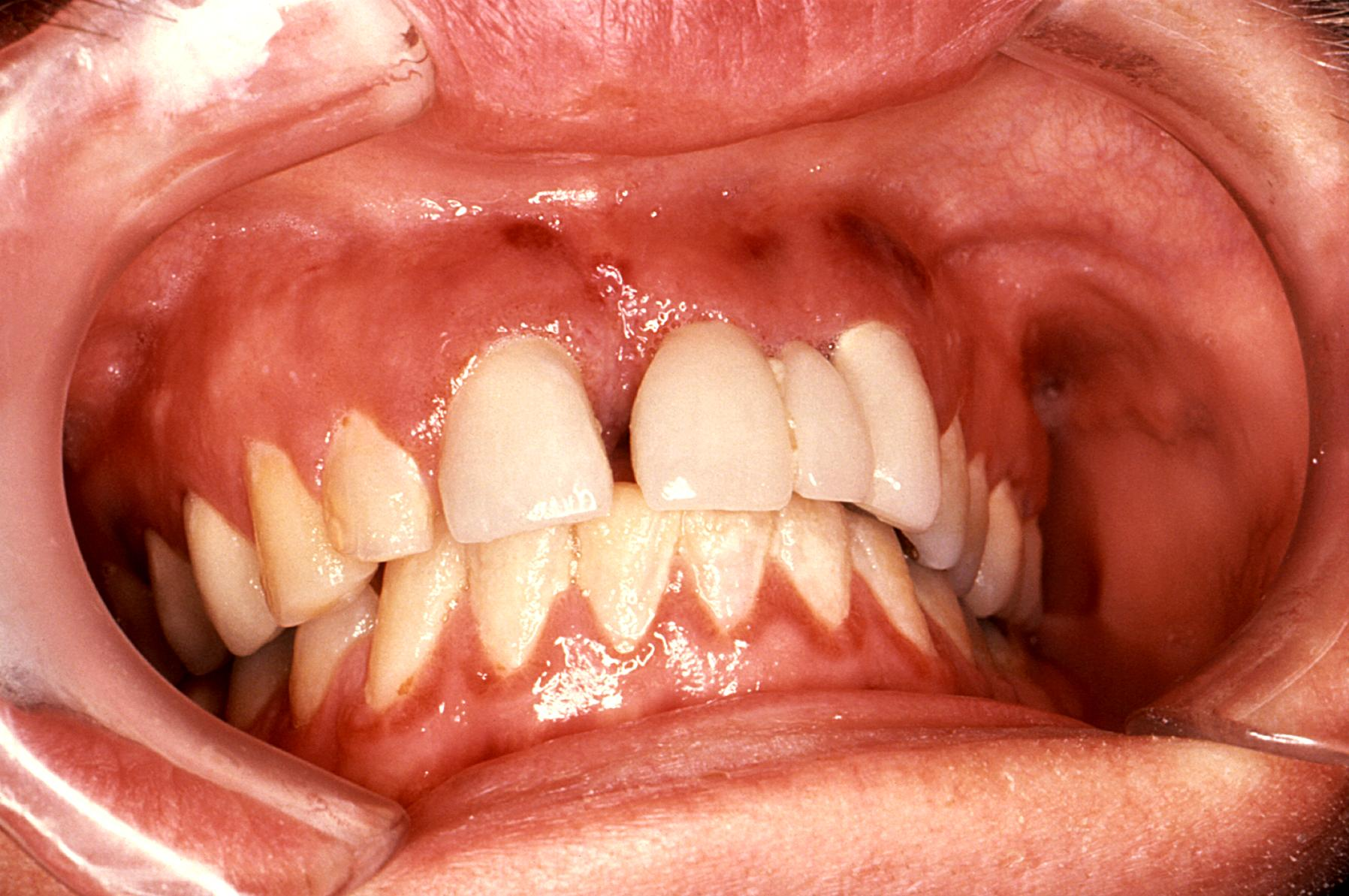
Multiple Kaposi-Sarkome des Zahnfleischs bei einem AIDS-Patienten

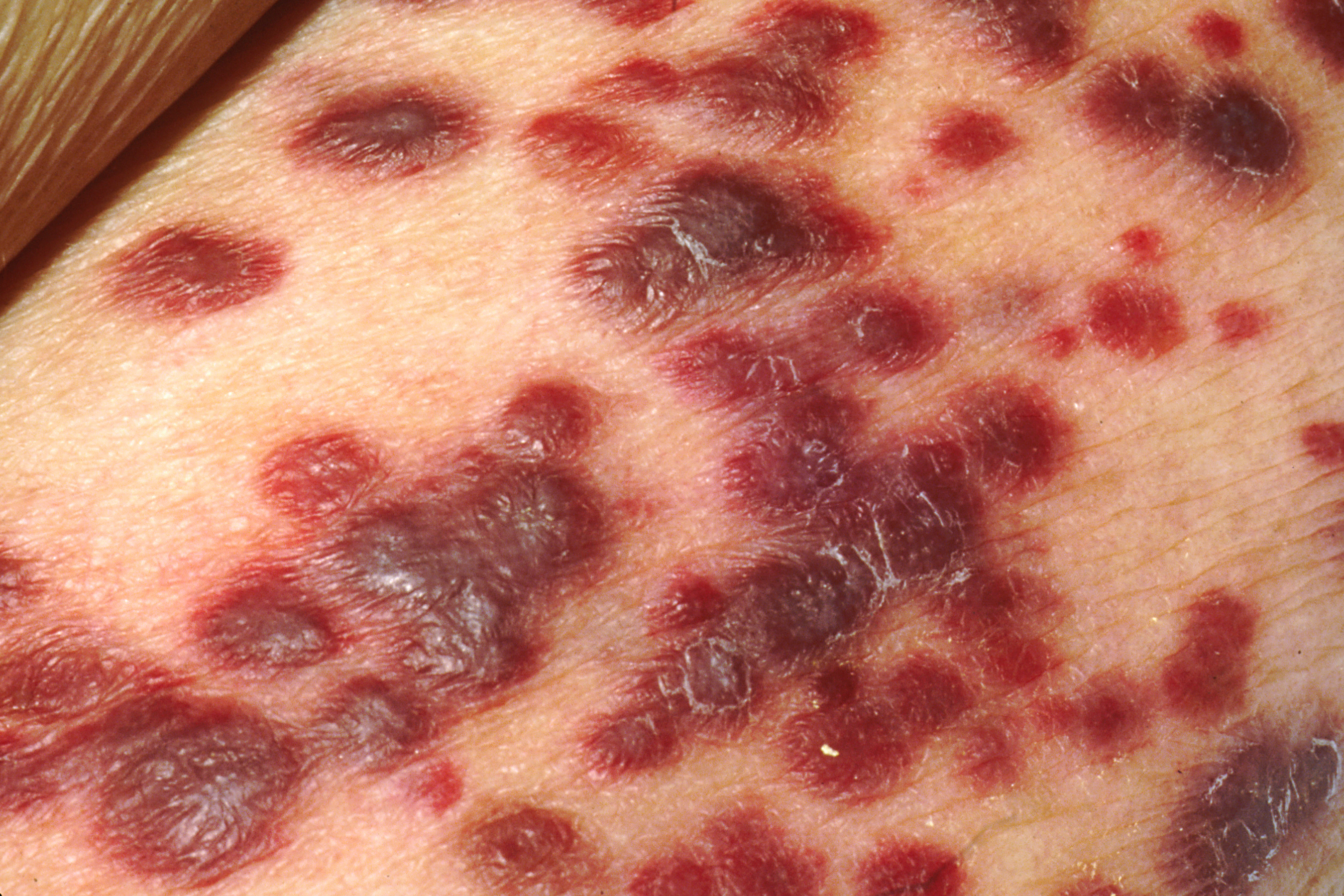
Kutanes Kaposi-Sarkom bei einem AIDS-Patienten

Typisch sind einzelne oder multiple livide Flecken (Papulae) und Knoten (Nodulae) auf der Haut an den Füßen, und besonders auch an den Fußsohlen, sowie an den Beinen, am Rumpf und im Gesicht. Die Hautläsionen zeigen oft einen unregelmäßigen und unscharfen Rand und sind schmerzlos. Es besteht kein Fieber – in Abgrenzung zur Bazilläre Angiomatose, die durch Bartonellen ausgelöst wird und ebenfalls livide unregelmäßig begrenzte Hautflecken verursacht, aber mit Fieber einhergeht.
Das Kaposi-Sarkom kann sich in die regionalen Lymphknoten ausbreiten, was manchmal zu ausgeprägten Lymphödem der abhängigen (distalen) Extremitätenabschnitte führen kann.
Bei einer disseminierten Ausbreitung im ganzen Körper kann es auch zu Beteiligung von Mund, Magendarmtrakt, Urogenital-Trakt und inneren Organen mit der Gefahr gastrointestinaler Blutungen und Bluterbrechen (Hämatemesis) kommen. Bei Beteiligung der Lungen kann es zum Bluthusten (Hämoptyse) kommen. Im Mund finden sich oftmals recht kleine und unauffällige lividen Flecken vor allem am harten und weichen Gaumen, am Zahnfleisch und an der Backenschleimhaut.
Zur Sicherung der Diagnose ist eine Biopsie mit histo-pathologischer Aufarbeitung notwendig.

## Therapie
Bei der Therapie des Kaposi-Sarkoms ist es in erster Linie wichtig, die Funktion des Immunsystems aufrechtzuerhalten, weshalb bei HIV- und AIDS-Patienten die antivirale Kombinationstherapie (ART) von größter Bedeutung ist. Das Gleiche gilt für Transplantierte. Hier kann eine Umstellung der immunsuppressiven Therapie zu einer langfristigen Kontrolle und sogar zu einer teilweisen Rückbildung des Kaposi-Sarkoms führen.
Daneben bestehen weitere auf den Tumor direkt gerichtete Therapieansätze:
- Lokaltherapien: Exzision, Lasertherapie, Strahlentherapie
- Chemotherapien: Liposomal verkapseltes Doxorubicin bzw. Daunorubicin
- Experimentell: Antiangiogenese-Therapie (SU5416), Interferon-Alpha, Thalidomid

Bei HIV-Infizierten zeigt die Chemotherapie zwar eine recht hohe Ansprechrate, jedoch fehlt der klinische Nachweis, dass die Chemotherapie über die alleinige Wirkung der antiretroviralen Therapie (ART) hinaus einen zusätzlichen Überlebensvorteil bietet. Daher wird sie nur dann empfohlen, wenn das Kaposi-Sarkom stark disseminiert ist, massiv progredient ist, bereits zu Organ-Insuffizienzen geführt hat, oder trotz der antiretroviralen Therapie fortschreitet. Die meisten HIV-Patienten sind aber mit der ART und ohne Chemotherapie ausreichend behandelt.